# Vår jul
Vår jul – album studyjny szwedzkich piosenkarek Sanny Nielsen, Shirley Clamp i Sonji Aldén, wydany 3 listopada 2010 przez wytwórnię Lionheart International.
Album składa się z dwunastu szwedzkojęzycznych kompozycji o charakterze świątecznym, w tym zarówno z autorskich nagrań jak i coverów popularnych świątecznych utworów. Płyta była notowana na 6. miejscu na oficjalnej szwedzkiej liście sprzedaży i uzyskała certyfikat złotej za sprzedaż w nakładzie przekraczającym 20 tysięcy sztuk. Wydawnictwo znalazło się na 30. miejscu najlepiej sprzedających się albumów w Szwecji w 2010 roku.
Płytę promował singel „Vår jul”, który napisali i skomponowali: Sonja Aldén, Bobby Ljunggren i Marcos Ubeda.

## Lista utworów
Opracowano na podstawie materiałów źródłowych.
1. „Vår jul” (Sanna Nielsen, Shirley Clamp i Sonja Aldén) – 3:43
2. „Gläns över sjö och strand” (Sanna Nielsen, Shirley Clamp i Sonja Aldén) – 3:25
3. „Pie Jesu” (Sonja Aldén) – 3:36
4. „Åter igen blir det kallt” (Shirley Clamp) – 3:52
5. „Himmel på jord” (Sanna Nielsen) – 3:23
6. „Tänd ett ljus” (Sanna Nielsen, Shirley Clamp i Sonja Aldén) – 3:48
7. „Jul, jul, strålande jul” (Sanna Nielsen, Shirley Clamp i Sonja Aldén) – 2:51
8. „Maria” (Sonja Aldén) – 2:40
9. „Bereden väg för herran” (Sanna Nielsen, Shirley Clamp i Sonja Aldén) – 2:05
10. „Himlen i min famn” (Shirley Clamp) – 4:46
11. „Dagen är kommen” (Sanna Nielsen) – 4:25
12. „Så mörk är natten i midvintertid” (Sanna Nielsen, Shirley Clamp i Sonja Aldén) – 2:53

Całkowita długość: 41:27

## Notowania
| Kraj    | Lista sprzedaży (2010) | Najwyższa pozycja | Certyfikat  | Sprzedaż |
| ------- | ---------------------- | ----------------- | ----------- | -------- |
| Szwecja | Sverigetopplistan      | 6                 | złota płyta | 20 000+  |

| Kraj    | Lista sprzedaży (2010) | Pozycja |
| ------- | ---------------------- | ------- |
| Szwecja | Sverigetopplistan      | 30      |